# Mascarade
Mascarade è un gioco da tavolo ideato da Bruno Faidutti in cui lo scopo è raccogliere 13 monete d'oro sfruttando l'abilità del personaggio raffigurato sulla carta in proprio possesso oppure risultare il più ricco nel caso uno dei giocatori finisca in bancarotta: tuttavia nessuno può essere sicuro di conoscere quale personaggio possiede poiché le carte sono sempre coperte e vengono scambiate ad ogni turno, e se si viene colti in fallo nello sfruttare un potere che il proprio personaggio non ha (o nell'affermare di possedere un personaggio che però non si ha) si è costretti a pagare una multa di una moneta d'oro.

## Svolgimento

### Preparazione
Vengono selezionati i personaggi in base al numero di partecipanti: il regolamento riporta una possibile combinazione di carte, ma è permesso sceglierne un'altra qualsiasi ricordando che:
- il Giudice deve sempre essere in gioco;
- almeno un terzo dei personaggi presenti dovrebbe portare in gioco il denaro dalla banca. Questi personaggi sono Re, Regina, Vedova, Giullare e Contadini.
- i Contadini devono sempre essere presenti in coppia;
- i Contadini e l'Inquisitore devono essere in partita solo per un numero di giocatori pari ad almeno 8.

Distribuita casualmente una carta a testa, tutti vedono quale personaggio abbia ogni giocatore, dopodiché tutte le carte vengono lasciate coperte sul tavolo.

### I primi quattro turni
Durante i primi turni dei primi quattro giocatori servono per introdurre un minimo di incertezza nel gioco. Il primo prende la propria carta e quella di un altro giocatore a sua scelta (oppure una lasciata al centro del tavolo): tenendole coperte le mette sotto il tavolo e, senza che siano viste, le scambia o finge di scambiarle per rimetterle poi a posto. I prossimi tre giocatori compiranno la stessa azione, sempre in modo che nessuno sappia se ci sia effettivamente stato uno scambio, ma nessuno può guardare né l'una né l'altra carta.

### Turni di gioco successivi
Al proprio turno ogni giocatore può effettuare una sola delle seguenti azioni:
- scambiare la propria carta o fingere di scambiarla;
- guardare in segreto la propria carta;
- dichiarare il proprio personaggio.

La dichiarazione del personaggio è il meccanismo principale del gioco, in quanto permette di attivare i poteri dei personaggi. Quando un giocatore dichiara di essere un personaggio possono avvenire due diversi casi:
- nessuno contesta la dichiarazione: il giocatore attiva il potere senza mostrare la carta. Ciò significa che è possibile attivare l'abilità di qualunque personaggio senza esserlo.
- uno o più giocatori contestano la dichiarazione: quando un giocatore effettua una contestazione sta affermando che il personaggio in questione è in suo possesso. Tutti i giocatori coinvolti rivelano le proprie carte: se uno dei giocatori è veramente il personaggio dichiarato, quel giocatore usa immediatamente il potere di quel personaggio (che in questo caso può anche essere usato al di fuori del proprio turno). Dopodiché, tutti gli altri giocatori che avevano falsamente dichiarato di essere quel personaggio pagano una multa di una moneta d'oro al tribunale. Infine, tutti i giocatori girano di nuovo le loro carte a faccia in giù.

Il gioco prosegue finché uno dei giocatori non ha accumulato 13 monete d'oro vincendo così la partita.

## Personaggi
- Spia: vede in segreto la sua carta e quella di un altro giocatore o una carta al centro del tavolo prima di scambiare le due carte (o fingere di farlo);
- Vescovo: prende due monete d'oro dal più ricco degli altri giocatori. In caso di parità, il Vescovo sceglie da quale giocatore prendere le due monete;
- Giullare: prende una moneta d'oro dalla banca e scambia (o finge di scambiare) le carte di altri due giocatori sotto il tavolo senza guardarle;
- Inquisitore: indica un altro giocatore. Quel giocatore deve dichiarare quale personaggio crede di essere, dopodiché rivela la sua carta. Se ha sbagliato, deve pagare quattro monete d'oro all'Inquisitore. Se ha ragione, il potere non ha alcun effetto;
- Giudice: prende tutte le monete (le multe) attualmente collocate sul tribunale;
- Contadino: prende una moneta d'oro dalla banca, ma se entrambi i Contadini vengono rivelati nel corso dello stesso turno, ognuno di essi riceve due monete d'oro dalla banca;
- Regina: prende due monete d'oro dalla banca;
- Re: prende tre monete d'oro dalla banca;
- Strega: può scambiare tutte le sue monete con quelle di un altro giocatore a sua scelta;
- Baro: vince la partita se ha 10 monete d'oro;
- Vedova: prende dalla banca l'ammontare di monete che le servono per portare la sua fortuna a un totale di 10 monete d'oro;
- Ladro: prende una moneta d'oro dal giocatore alla sua sinistra e una moneta d'oro dal giocatore alla sua destra.

### Espansione
L'espansione apporta 13 nuovi personaggi:
- Alchimista: sceglie una direzione (destra o sinistra), dopodiché ogni giocatore passa la propria fortuna al giocatore che gli siede accanto in quella direzione;
- Attrice: usa il potere dell'ultimo personaggio giocato, come se lo fosse lei stessa;
- Cortigiana: il giocatore alla destra della Cortigiana rivela la propria carta. Se è un personaggio maschile, dà tre monete d'oro alla Cortigiana;
- Giocatrice: prende tre monete dalla banca e ne nasconde una, due o tre nel pugno. Sceglie quindi un giocatore che dovrà indovinare il numero di monete. Se il giocatore indovina, vince le monete. Se il giocatore non indovina, è la Giocatrice a vincerle. Le eventuali monete rimaste vengono restituite alla banca;
- Burattinaia: sceglie due giocatori e prende una moneta d'oro da entrambi. I due giocatori selezionati devono alzarsi e scambiarsi di posto. Le loro carte personaggio e la loro fortuna non si spostano;
- Dannato: non può essere dichiarato. Se viene rivelato, il giocatore viene immediatamente eliminato e il Dannato viene rimosso dal gioco;
- Mecenate: ottiene tre monete d'oro dalla banca, e i giocatori accanto a lui ricevono una moneta d'oro dalla banca ciascuno;
- Mendicante: chiede una moneta a ogni giocatore, a turno, partendo dal giocatore alla sua sinistra e procedendo in senso orario. Se il giocatore è più ricco della Mendicante, deve darle una moneta;
- Domatore di orsi: permette ai giocatori di escogitare un potere personale da utilizzare durante il gioco;
- Negromante: rivela la prima carta del cimitero e ne usa immediatamente il potere, dopodiché ripone sul fondo del mazzo del cimitero la carta pescata;
- Principessa: ottiene due monete d'oro dalla banca. Sceglie quindi un giocatore che dovrà mostrare la propria carta personaggio agli altri giocatori, senza poterla lui stesso guardare;
- Saggio: ottiene una moneta d'oro dalla banca e guarda le carte di altri due giocatori a sua scelta;
- Usurpatore: sceglie un giocatore e cerca di indovinarne il personaggio. La carta del giocatore scelto viene quindi rivelata. Se si tratta del personaggio dichiarato, l'Usurpatore ne usa il potere come se fosse suo.